# The Forward

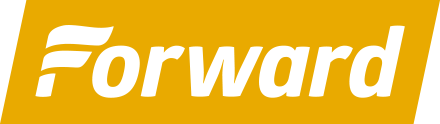
Logo

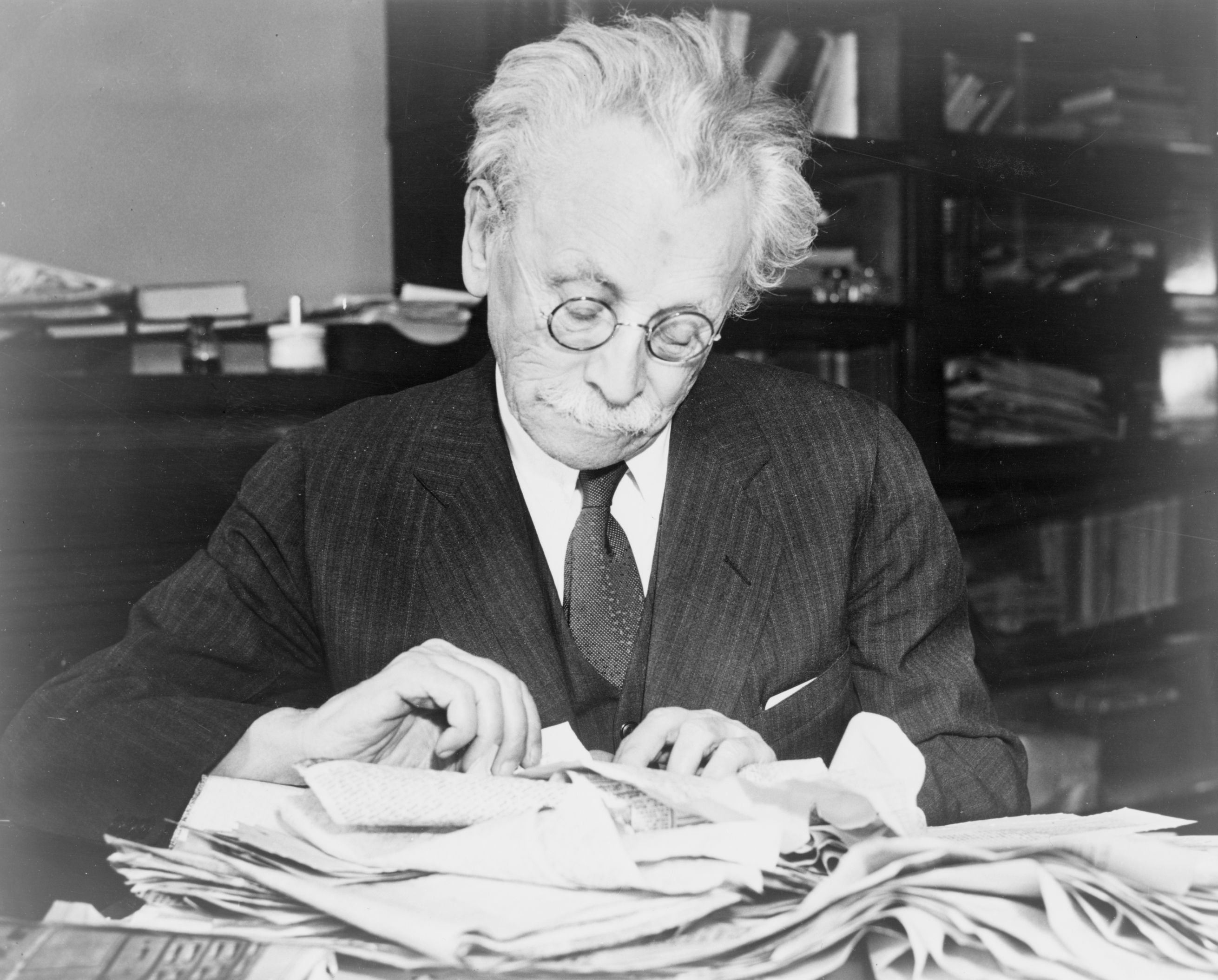
Abraham Cahan, Gründer und bis 1945 Herausgeber des Forverts

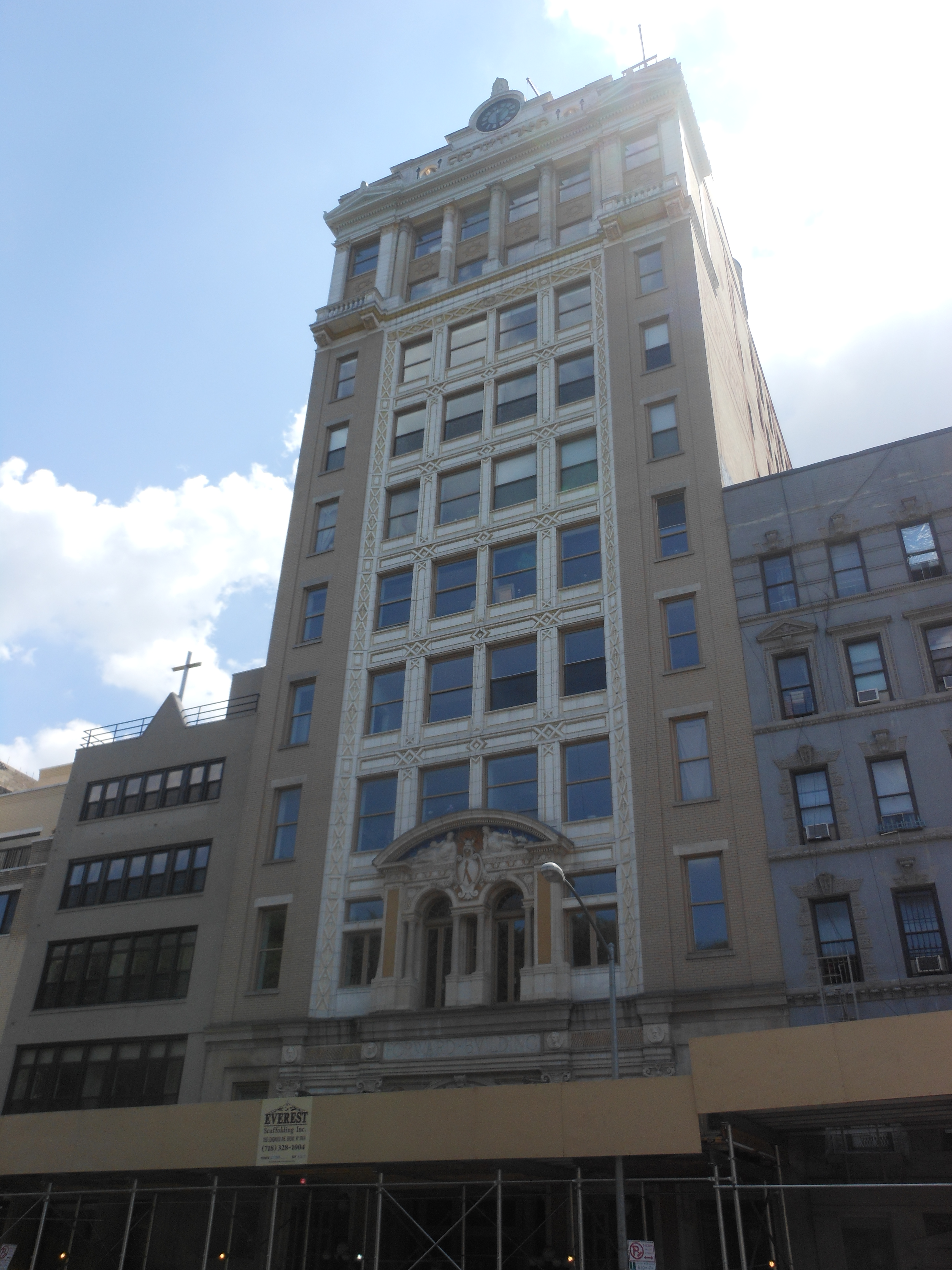
Das Jewish Daily Forward Building, erbaut 1912, bis 1974 Sitz der Redaktion

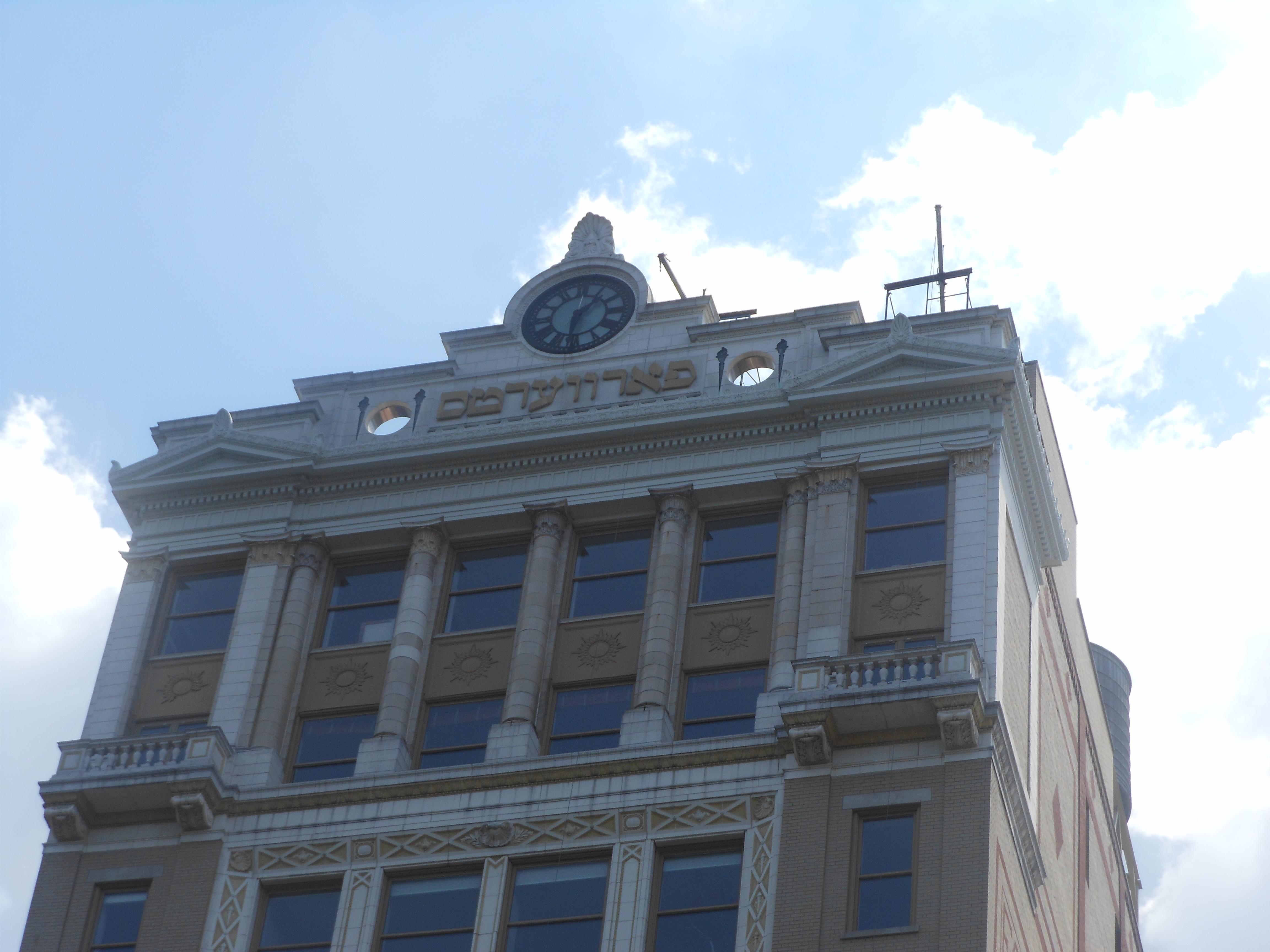
Schriftzug פֿאָרווערטס (Forverts) im Giebel des Hauses

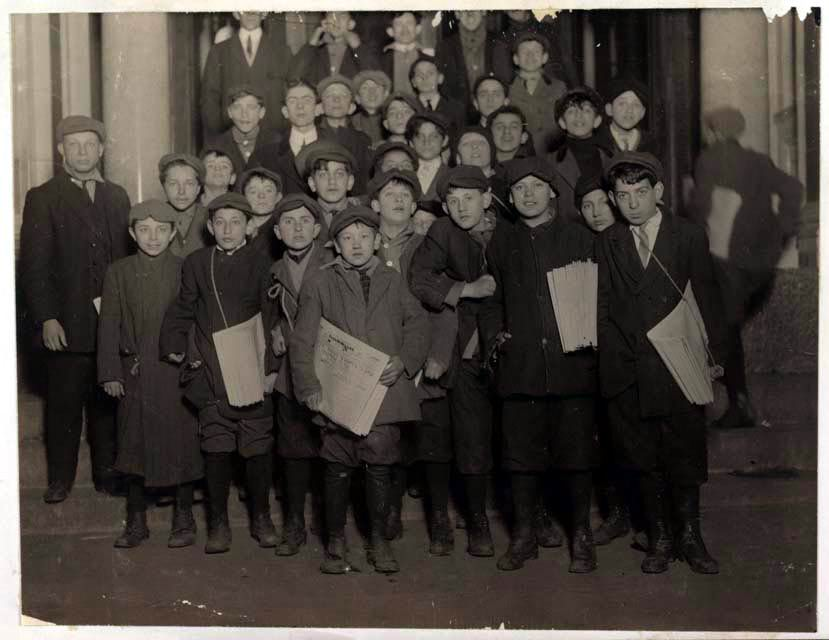
Zeitungsjungen warten auf die Morgenausgabe des Forverts, März 1913

The Forward, bis 2015 The Jewish Daily Forward, beziehungsweise auf Jiddisch פֿאָרווערטס Forverts (inoffiziell auch The Yiddish Forward für die jiddische, The English Forward für die englischsprachige Ausgabe), sind zwei jüdisch-amerikanische Zeitschriften. Die englischsprachige Ausgabe ist ein Magazin für Politik, Gesellschaft und Kultur, wogegen sich die jiddische heute auf kulturelle und gesellschaftliche Themen beschränkt.
Gegründet wurde das Forverts als jiddische, sozialistische Tageszeitung im Jahr 1897; die englischsprachige Redaktion wurde 1990 eingerichtet. In jüngerer Zeit erst in eine Wochen- und dann in eine Monatszeitung umgewandelt, wurden die beiden Printversionen 2019 eingestellt und durch zwei elektronische Publikationen ersetzt.
Herausgegeben werden beide Zeitschriften von der Forward Association, mit Sitz in New York.

## Geschichte

### Anfänge und Blütezeit
Die Tageszeitung wurde am 22. April 1897 von Abraham Cahan gegründet, der die Leitung noch bis 1950 innehatte. Sie stand damals dem Allgemeinen jüdischen Arbeiterbund (Bund) im russischen Zarenreich nahe und war folglich bis in die Zeit des Zweiten Weltkrieges hinein dezidiert sozialistisch und antizionistisch ausgerichtet. Anfang 1917 schrieb beispielsweise Leo Trotzki eine regelmäßige Kolumne. Der Name Forverts – eigentlich ein deutsches Wort; jiddisch müsste es foroys heißen – wurde von dem gleichnamigen Zentralorgan der deutschen Sozialdemokratie, dem Vorwärts, übernommen. Das Blatt entwickelte sich schnell zur führenden Zeitung in jiddischer Sprache in den Vereinigten Staaten und war für die jüdischen Immigranten aus Europa, zu deren Integration in die amerikanische Gesellschaft es erheblich beitrug, von großer Bedeutung. Redaktionssitz war von 1912 bis 1974 ein Hochhaus am Seward Park, das heute in Appartements aufgeteilt ist und unter Denkmalschutz steht.
Während des Ersten Weltkrieges betrug die tägliche Auflage 200.000 Exemplare in elf lokalen und regionalen Ausgaben. Anfang der 1930er-Jahre wurden täglich über 275.000 Exemplare gedruckt. Während einiger Zeit war die Leserzahl des Forverts damit höher als die der New York Times. Für die Zeitung schrieben viele bekannte Autoren, so etwa Morris Rosenfeld oder die Nobelpreisträger Isaac Bashevis Singer und Elie Wiesel. Darüber hinaus besaß die Zeitung einen Radiosender in jiddischer Sprache, den WEVD – bekannt als „der Sender, der Ihre Sprache spricht“. Auf dem WEVD sendete beispielsweise Nahum Stutchkoff seine beliebten Sitcoms sowie die Serie mame-loshn („Muttersprache“). Eine legendäre, ab 1906 erscheinende Kolumne war A bintl briv („Ein Bündel Briefe“), in der Abraham Cahan den Einwanderern (grine „Grüne“) Ratschläge erteilte, wie sie sich in Amerika zurechtfinden konnten. Ins Englische übersetzte Auszüge aus der Kolumne erschienen ein erstes Mal 1971; 1990 publizierte Isaac Metzger das Buch A Bintel Brief, das die Grundlage für eine Graphic Novel und ein im Yiddish Theatre Montreal aufgeführtes Theaterstück bildete. Auch nach dem Zweiten Weltkrieg vermochte das Forverts renommierte Kolumnisten wie Elie Wiesel (1950er- und 1960er-Jahre) zu engagieren.

### Jüngere Vergangenheit und Gegenwart
Seit den 1970er Jahren ging die Leserzahl stark zurück, weshalb die Zeitung ab 1983 nur noch als Wochenzeitung, vorerst ergänzt um eine englischsprachige Beilage, herausgegeben wurde. Die englische Ausgabe wurde 1990 autonom, die jiddische und die englische Version verfügen seither je über eine unabhängige Redaktion, die jedoch in der Forward Association nach wie vor eine gemeinsame Herausgeberschaft haben. Ab 1995 erschien überdies eine russische Ausgabe, die 2004 verkauft wurde und seit 2007 unter dem Namen Forum erscheint. Unter Boris Sandler, Chefredakteur von 1998 bis 2016, wurde die jiddische Zeitung inhaltlich und äußerlich modernisiert, und es gelang Sandler, zahlreiche neue Autorinnen und Autoren beizuziehen.
Die englische Wochenzeitung hatte Anfang 2013 eine Auflage von 28.000 Exemplaren (hinzuzurechnen waren monatlich etwa 400.000 unterschiedliche Besucher der Website). Die jiddische Printversion hingegen, die Anfang 2013 eine Auflage von nur noch 2.100 Exemplaren hatte und von etwa 6.000 Personen in gedruckter Form sowie noch einmal 6.000 Personen in digitaler Form gelesen wurde, wandelte die Herausgeberschaft Anfang Februar 2013 wegen wachsenden finanziellen Drucks in eine vierzehntäglich erscheinende Zeitung um; als Kompensation wurde die Online-Version täglich aktualisiert.
Im Frühling 2016 wurde die gedruckte Ausgabe der jiddischen Zeitung unter der neuen Chefredakteurin Rukhl (Sore-Rokhl) Schaechter in ein monatliches Kulturjournal umgestaltet. Den gleichen Schritt vollzog 2017 die englische Ausgabe, ohne aber (wie die jiddische) auf politische Inhalte zu verzichten.
Am 16. Januar 2019 kündigten Herausgeberschaft und Redaktionen an, dass sowohl die jiddische als auch die englische Printversion im April gleichen Jahres eingestellt würden. Seit Mai 2019 erscheinen beide Publikationen ausschließlich elektronisch.
Die politische Ausrichtung der englischen Ausgabe ist linksliberal, diejenige der ursprünglich sozialistischen jiddischen Ausgabe schwankte in der Zeit, als sie als Wochen- beziehungsweise Zweiwochenzeitung erschien, je nach Artikelverfasser von sozialdemokratisch über liberal bis zu national- bzw. religiös-konservativ.